# بيدرو خواكين غالفان
بيدرو خواكين غالفان (بالإسبانية: Pedro Galván) (18 أغسطس 1985 في الأرجنتين - ) هو لاعب كرة قدم أرجنتيني في مركز الوسط. لعب مع جيمناسيا لابلاتا ونادي بني يهودا تل أبيب ونيم أولمبيك ونادي أولميدو ومكابي بتاح تكفا وسان مارتين دي سان خوان.

## وصلات خارجية
- بيدرو خواكين غالفان على موقع قاعدة بيانات كرة القدم.إي يو (الإنجليزية)
- بيدرو خواكين غالفان على موقع Soccerway.com (الإنجليزية)
- بيدرو خواكين غالفان على موقع عالم كرة القدم.نت (الإنجليزية)